# Isoperla nigricauda
Isoperla nigricauda är en bäcksländeart som beskrevs av Navás 1923. Isoperla nigricauda ingår i släktet Isoperla och familjen rovbäcksländor. Inga underarter finns listade i Catalogue of Life.